# Am Schöpfwerk

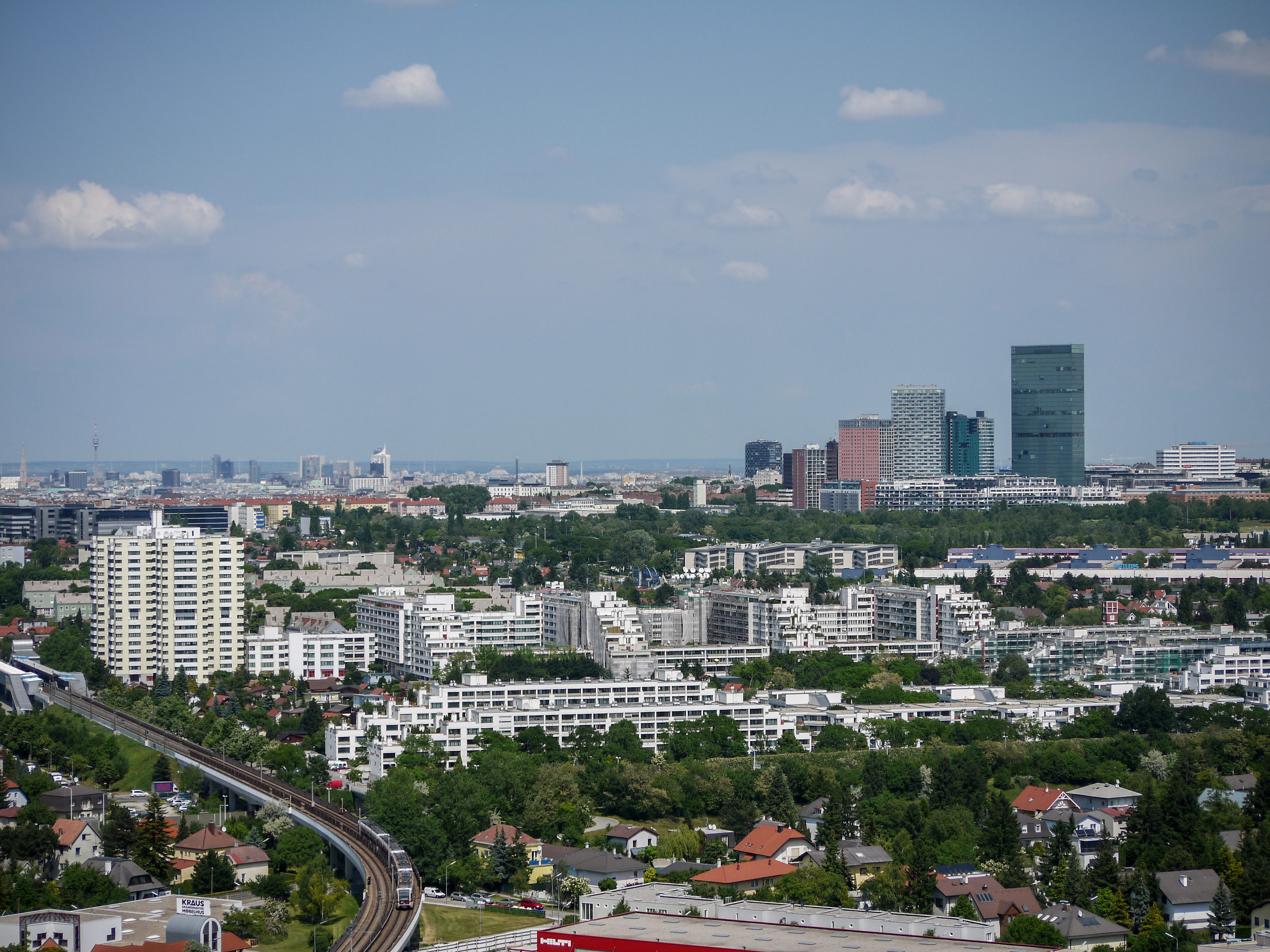
Am Schöpfwerk

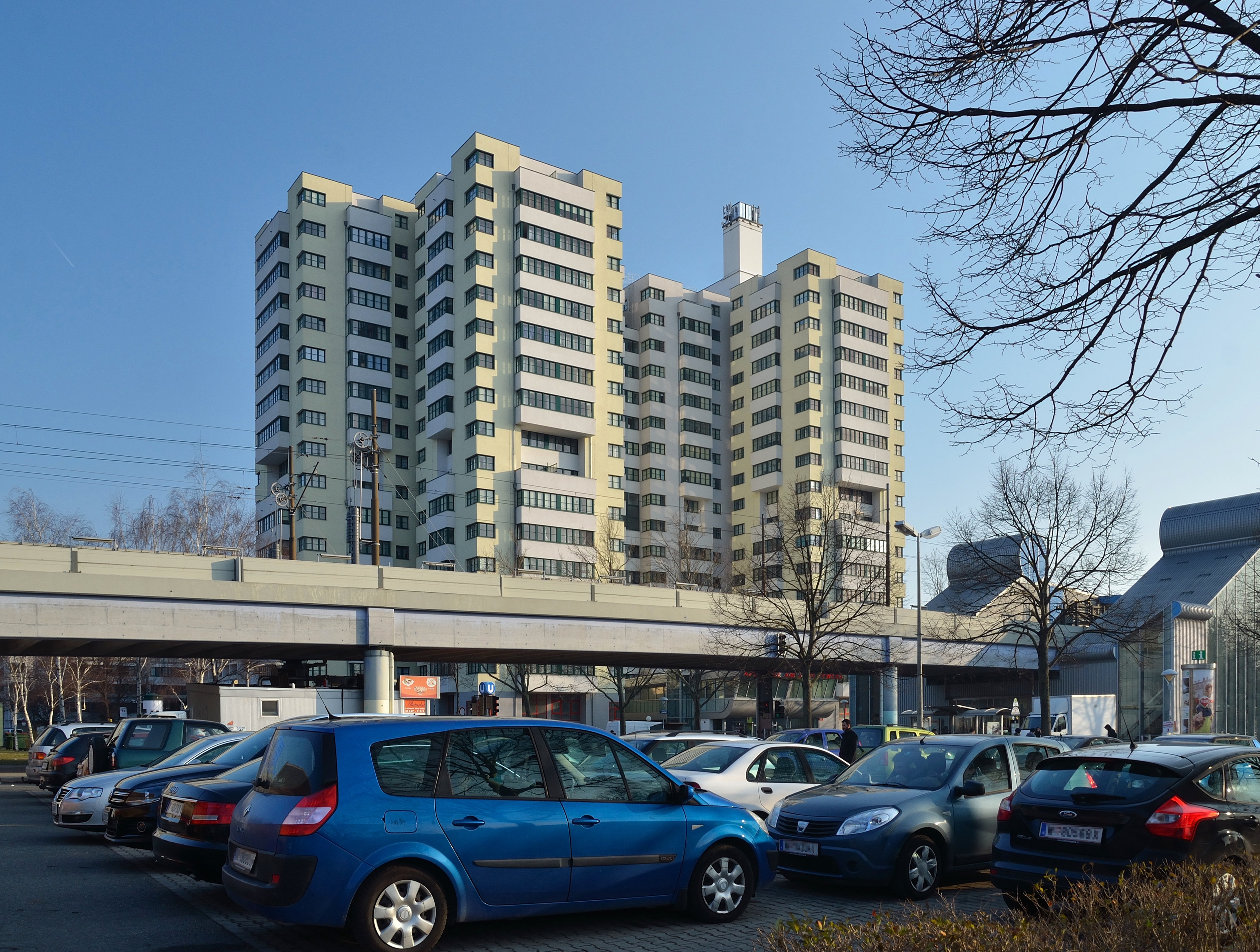
Am Schöpfwerk Hochhaus

Am Schöpfwerk ist der Name zweier städtischer Wohnhausanlagen der Gemeinde Wien, die 1951–1957 bzw. 1976–1980 errichtet wurden, erstere nach Plänen von Franz Schuster, zweitere nach Plänen eines von Viktor Hufnagl geleiteten Teams.
Zur Unterscheidung beider Anlagen erhielt die jüngere Anlage offiziell den Namen „Neues Schöpfwerk“, der sich allerdings nicht durchsetzte. Wenn heute vom Schöpfwerk die Rede ist, ist zumeist die neuere Anlage gemeint.
Eine Ausstellung im Jahr 1966 mit dem Namen „Städtische Wohnformen“ von Viktor Hufnagl und dem Architektenehepaar Wolfgang und Traude Windbrechtinger war der Beginn für das Projekt „Am Schöpfwerk“. 1967 wurde der Architekt Hufnagl mit dem Plan beauftragt. Zusammen mit seinem Architektenteam wurde das Bauvorhaben „Am Schöpfwerk“ in sieben Bauphasen in einem Zeitraum von dreizehn Jahren umgesetzt. Der Stadtplaner beider Bauten („altes und neues Schöpfwerk“) war Rudolf Wurzer. Die politischen Entscheidungsträger waren Leopold Gratz, Franz Jonas, August Fürst und Wilhelm Hradil. Das Areal beider Wohnhausanlagen liegt auf dem Gebiet des ehemaligen Wiener Vorortes Altmannsdorf im südöstlichsten Teil des 12. Bezirks, Meidling. Den Namen haben sie vom Schöpfwerk Altmannsdorf, das zu den Anlagen eines Eiswerkes gehörte.

## Geschichte
Um auf den Wohnungsmangel in der Stadt Wien zu reagieren, wurden in den 1970er Jahren der Wohnungsbestand saniert, sodass der Wohnungsstandard angehoben werden konnte. Im Zuge dessen wurden zusätzlich neue Wohnungen errichtet. Die neuen Anlagen, wie etwa das Schöpfwerk, sollte den Bewohnern Möglichkeiten einer Nahversorgung bieten. Zusätzlich sollte ein gut angebundener öffentlicher Verkehr vorhanden sein. Vorbild war der Grundgedanke des „Roten Wien“ aus den 1930er Jahren: Leistbare Wohnungen mit fließendem Wasser und Toiletten wurden ermöglicht. Ebenfalls waren begrünte Innenhöfe mit Spielplätzen, Einrichtungen für den Gemeinbedarf, als auch Geschäfte etc. in der Siedlung integriert. Dies war für viele Menschen eine Steigerung der Lebensqualität und wegweisend für den kommunalen Wohnbau der 1980er-Jahre.

## Anlagen
Das Schöpfwerk wurde auf etwa einem 18 Hektar großen Areal erbaut. Die Siedlung ist in Ringen organisiert, wovon der Nord-Ring (Schöpfwerk 27, 29, 31) mit dem Ost-Ring (Schöpfwerk 12), Süd-Ring (Schöpfwerk 14), Südwest-Ring (Schöpfwerk 16) und der Kleingartensiedlung (Westring) den Park in der Mitte einschließt.

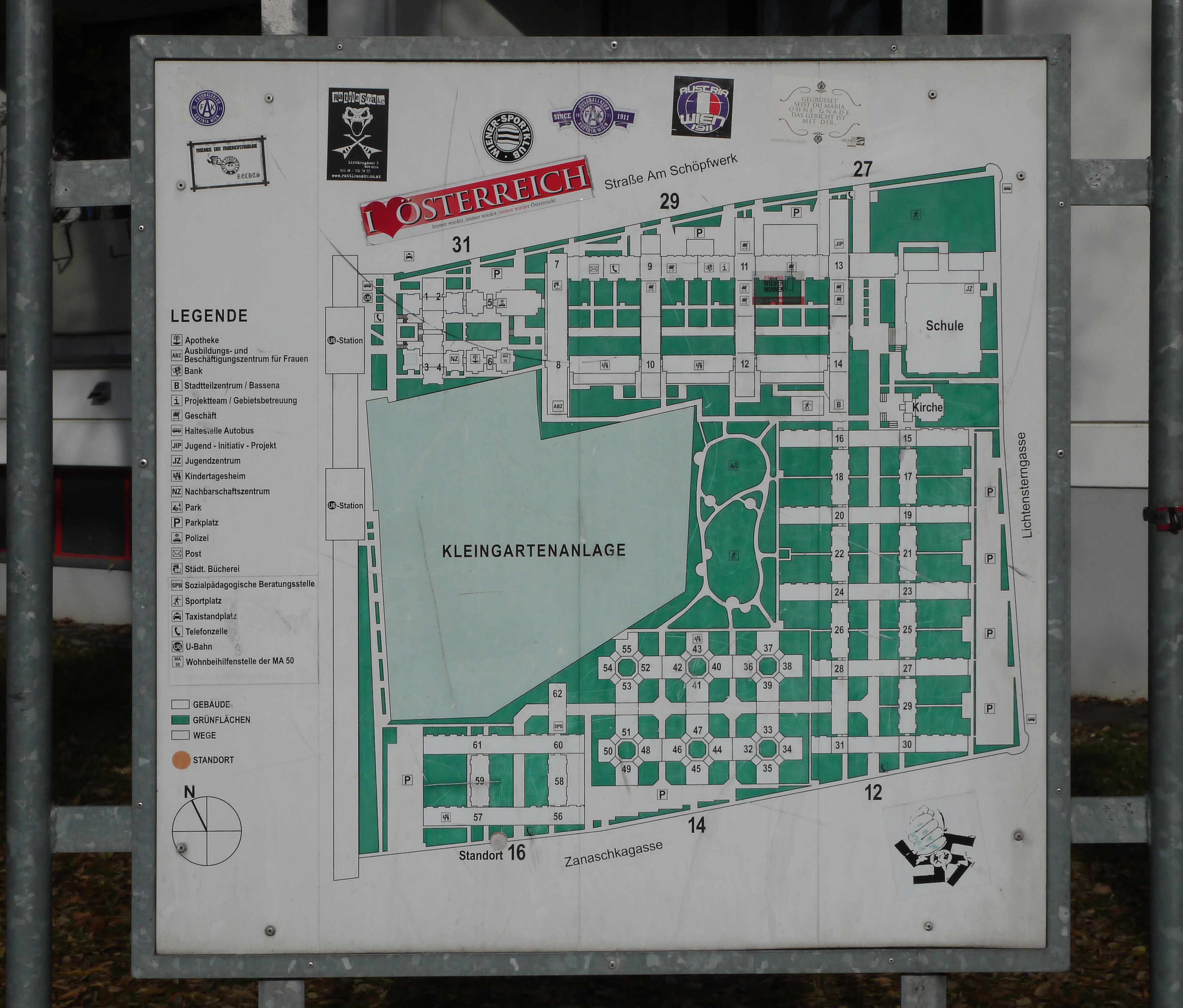
Siedlungsplan

Die Stiegen sind wie folgt aufgeteilt: im Hochhaus (nordwestlich) Nr. 31 Stiegen 1–5, Nr. 29 (Nordring) Stiegen 6–14, im Ostring die Stiegen 15–31, im Wohnhaus (Südring) Nr. 14 die Stiegen 32–55 und im Süd-West-Ring, mit der Nr. 16 mit den Stiegen 56–62. Die Wohnungsgrößen variieren stark und reichen von Maisonette- bis zu Atelierwohnungen. Viele Wohnungen verfügen über eine Loggia, Terrasse oder sogar Dachterrasse. Die Kategorien lassen sich in Großbuchstaben unterscheiden, abhängig von der Größe der Wohnung, ob eine Terrasse oder Loggia vorhanden ist und in welcher Wohneinheit die Wohnung gelegen ist. Die Größen reichen von 50 m² bis zu über 100 m². Ein Atelier beispielsweise kann eine Terrasse von knapp 100 m² beinhalten. Hier wurde auf die Typenvielfalt der Wohnungen besonders viel Wert gelegt.

### Ältere Anlage

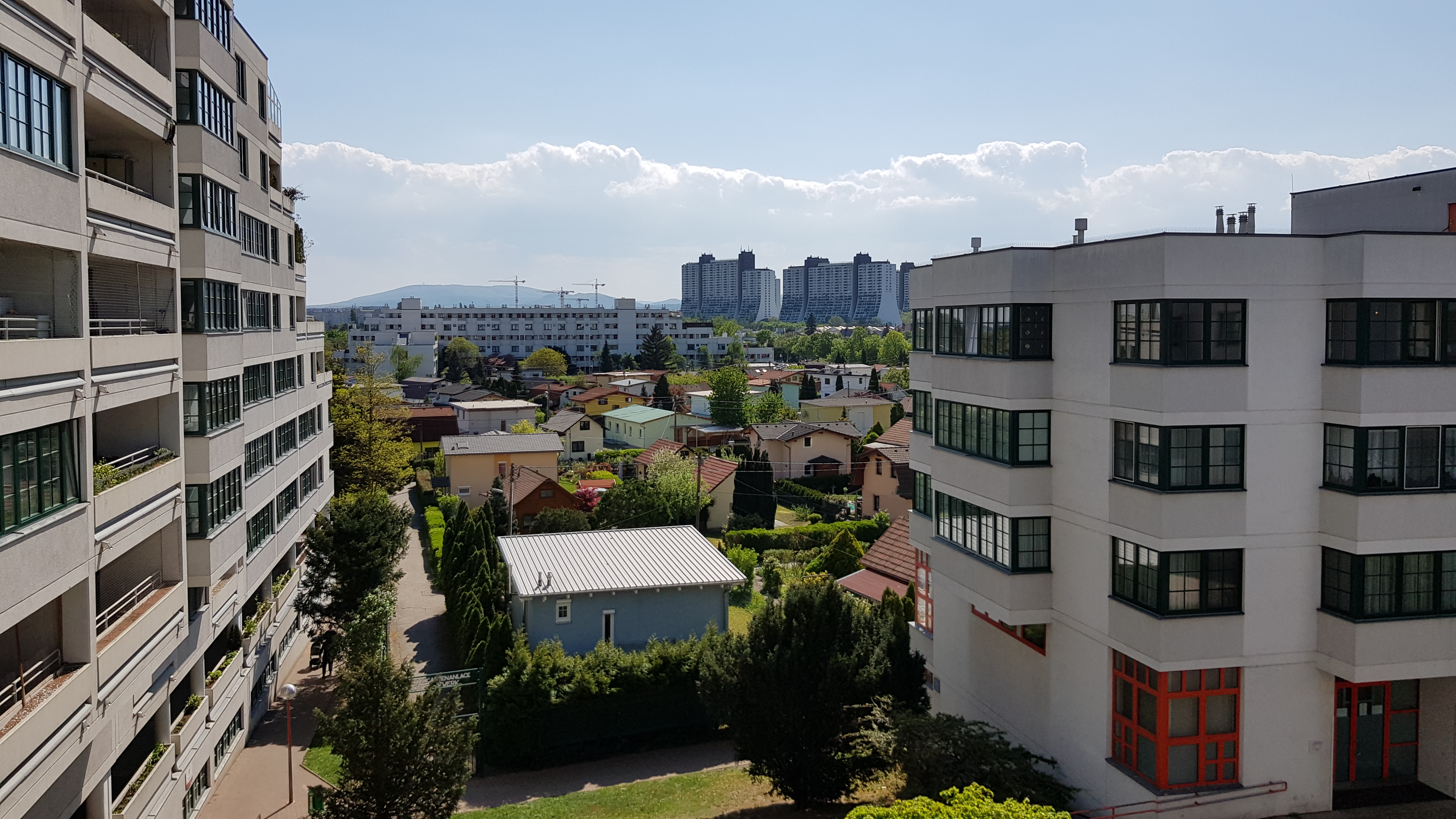
Blick von einer der Wohnungen in Richtung Gartenanlage

Die ältere der beiden Anlagen mit ursprünglich 975, heute 868 Wohnungen befindet sich nördlich der Straße Am Schöpfwerk an einem Südhang. Das alte Schöpfwerk reicht nordwestwärts bis zur seit 1995 bestehenden U-Bahn-Station Tscherttegasse der in Nord-Süd-Richtung verkehrenden U-Bahn-Linie U6; Im Norden reicht die Anlage bis zur Badner-Bahn-Haltestelle. In unmittelbarer Umgebung befinden sich, wie auch bei der neueren Anlage, Kleingartensiedlungen.

### Neuere Anlage
Die neuere der beiden Wohnhausanlagen befindet sich zwischen der Straße Am Schöpfwerk (im Norden), der Lichtensterngasse (im Osten), der Zanaschkagasse (im Süden) und der Schöpfwerkpromenade (im Westen).
Die Anlage besteht aus 62 Stiegenhäusern mit 1734 Wohnungen und wird von ungefähr 5800 Menschen bewohnt. Davon entfallen 296 Wohnungen auf das Hochhaus, 579 auf den „Nordring“, 405 Wohnungen auf das „Oktogon“ und den „Südwestring“ sowie 454 Wohnungen auf den „Ostring“.

#### Architekten
Die Anlage entstand nach den Plänen eines von Viktor Hufnagl geleiteten Architektenteams, bestehend aus:
- Eric Bauer (1925–1995): Er war ausgebildeter Architekt. Sein fünfjähriges Studium absolvierte er an der Technischen Hochschule Wien. Er war an weiteren Projekten wie an den Anlagen Comeniusgasse 2 und Zanaschkagasse 14 und 16 in Wien beteiligt.
- Leo Parenzan (geb. 1928): Der Architekt studierte vier Jahre lang an der Hochschule für angewandte Kunst in Wien. Seine Einflüsse sind auch in den Wohnhausanlagen Zanaschkagasse 14 und 16 in Wien 12 zu sehen.
- Joachim Peters (* 1912 Osterode am Harz – † 1987 Wien): Er war nicht nur Architekt, sondern auch Keramiker und Projektbeteiligter an der Errichtung mehrerer großer Wohnhausanlagen, Marcusgasse 4 bis 12 und Zanaschkagasse 14 und 16 in Wien, beteiligt.
- Michael Pribitzer (1926–2004): Der Architekt hatte seinen Abschluss nach sieben Jahren an der Technischen Hochschule Wien absolviert. Er arbeitete an Wohnanlageprojekten, wie etwa am Karl-Honay-Hof, Gablenzgasse 82 bis 86 und Sagedergasse 7 bis 11 in Wien mit.
- Fritz Waclawek (geb. 1942): In den 1960er Jahren studierte er Architektur an der Technischen Hochschule Wien. Ein Jahr nach seinem Abschluss war er Bauleiter am von Adolf Hoch entworfenen Lorenz-Böhler-Unfallkrankenhaus in Wien 20 und entwarf des Weiteren Industriebauten wie etwa für die Fleischereimaschinenhalle Sankt Marx in Wien.
- Traude Windbrechtinger (geb. 1922): Sie war von 1945 bis 1948 Studentin bei Friedrich Zotter an der Technischen Hochschule Graz. Einige Jahre arbeitete sie als freie Mitarbeiterin im Büro Heintrich-Petschnigg-Moser in Düsseldorf, bevor sie mit ihrem Ehemann im Jahr 1956 ein bis 1995 bestehendes Architektenbüro in Wien gründete.
- Wolfgang Windbrechtinger (geb. 1922): Der Architekt studierte an der TU Graz. Gemeinsam mit seiner Frau entwarf er viele Kindergärten in Wien und Niederösterreich. Der Umbau des Wiener Schauspielhauses wurde nach Plänen des Ehepaars Traude und Wolfgang Windbrechtinger umgesetzt. Mit Wilhelm Holzbauer gestaltete das Ehepaar die Fußgängerzone Kärntner Straße in Wien 1.

#### Beschreibung

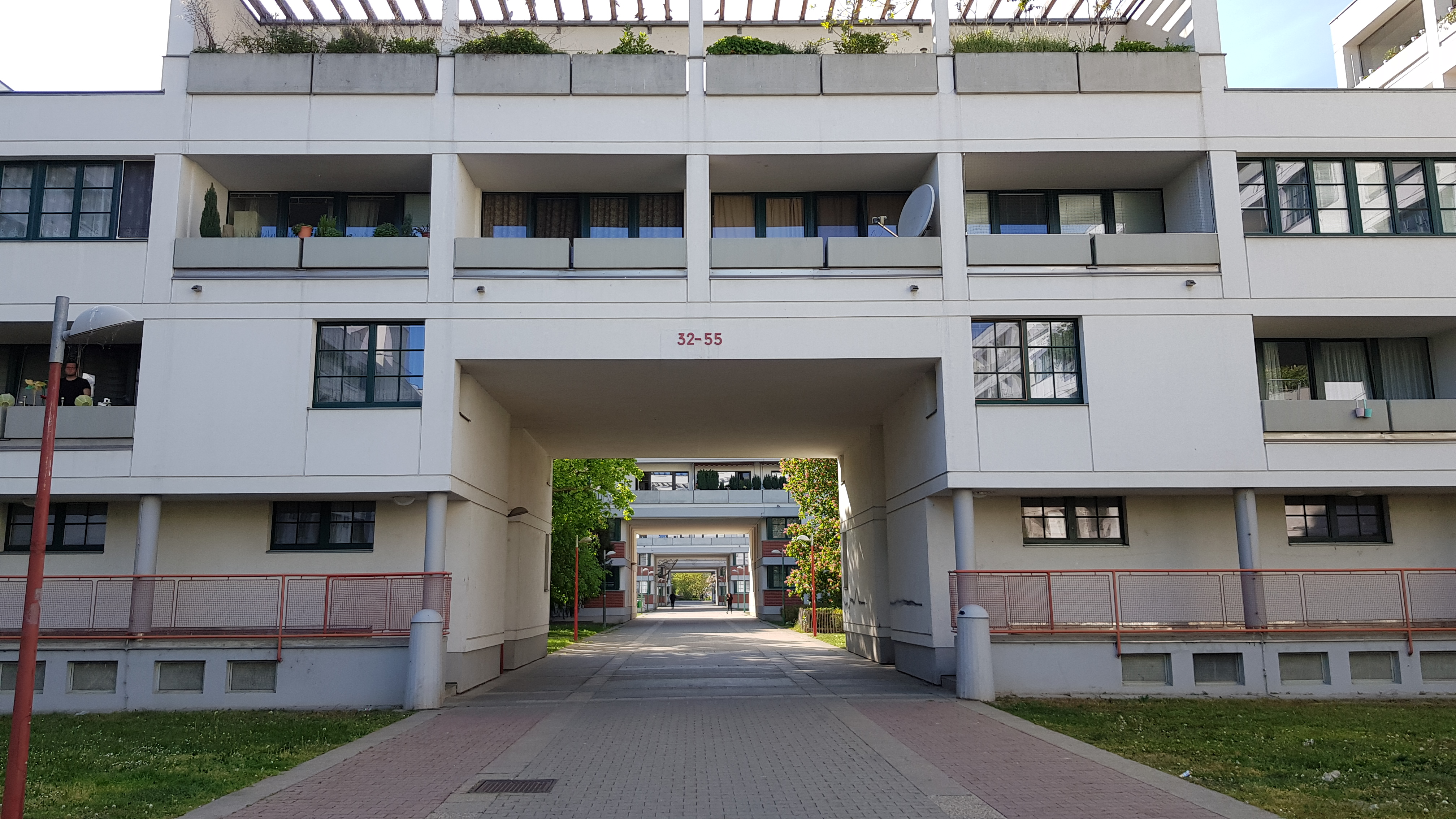
Durchgang zwischen den Höfen

Die einzelnen Baublöcke des nördlichen Teils sind in einem quadratischen Raster angeordnet und um Höfe gruppiert. Die Bebauung folgt der im Geviert angeordneten Hofstruktur, wobei jeder Hof mit jenen der anderen Ringe in den Erschließungsachsen durch Lauben- bzw. Durchgänge und Wege verbunden ist. Die neungeschoßigen Gebäudeblöcke sind an ihrem höchsten Punkt an den Schmalseiten abgetreppt, wodurch nord- und südseitige Terrassen entstehen. Die Wohnungen an den in Ost-West-Richtung ausgerichteten Längsseiten verfügen hingegen über mit Blumentrögen ausgestattete Loggien.

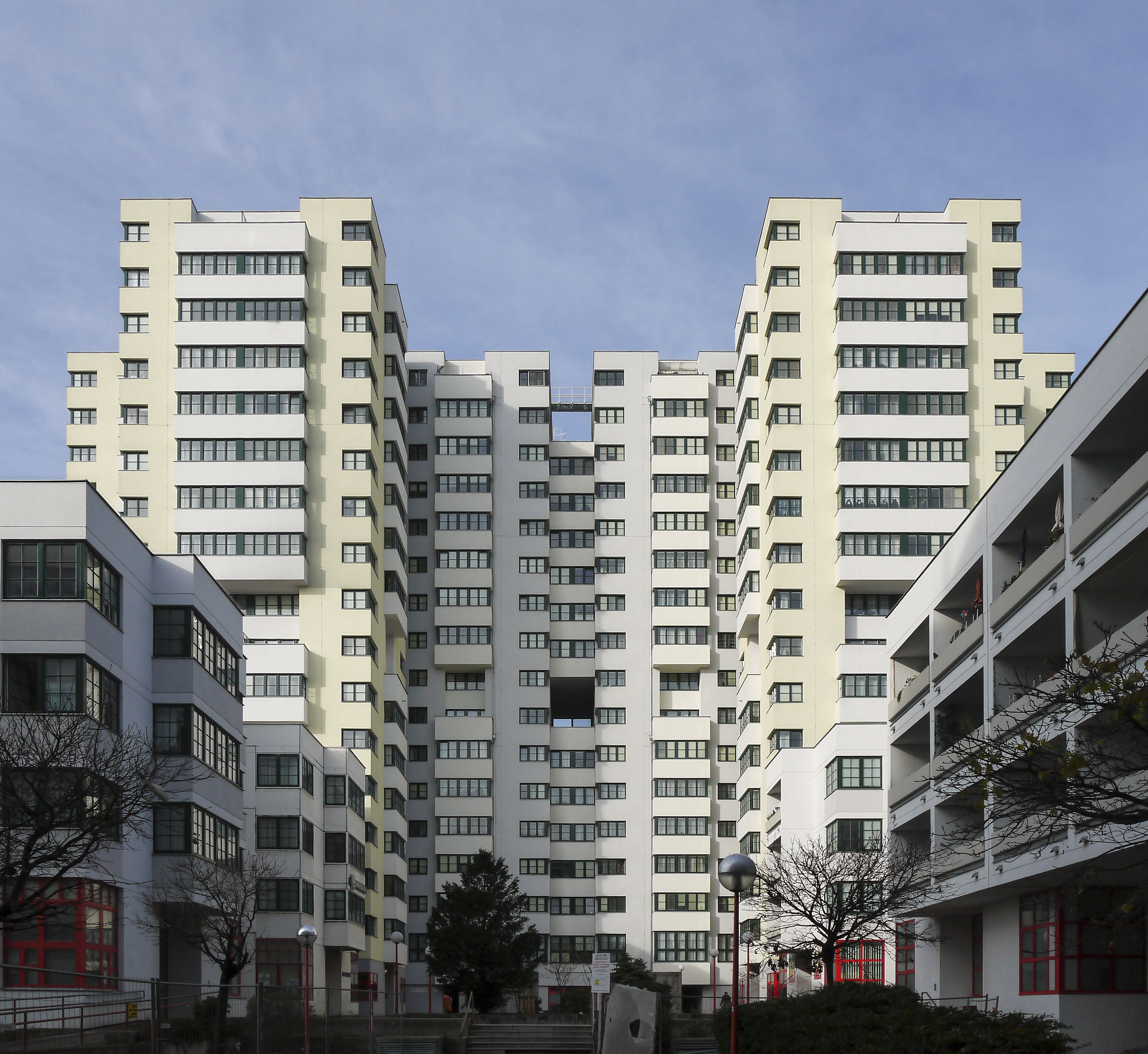
Schöpfwerk-Hochhaus

Die Fassade besitzt fast keine geschlossene, aufragende Wand, sondern ist abwechselnd in Loggien und großzügig gestaltete, mehrteilige Fenster mit Sprossenteilung aufgelöst.
Das gekoppelte Doppelhochhaus an der Straße Am Schöpfwerk 31 (neben der U-Bahn-Station) ist Teil des sogenannten Nordrings. Es befindet sich an der nordwestlichen Grenze der Anlage und beherbergt heute insgesamt 258 Wohneinheiten. Charakteristisch für die Gestaltung der Hochhäuser ist der farblich akzentuierte, zentrale Stiegenhauskern, der im Schnittpunkt der nach allen vier Himmelsrichtungen wegführenden Wohntrakte angelegt und im Vergleich zu diesen etwas zurückgesetzt ist. Der mit zweifarbigen Platten verkleidete Außenbau wird durch jeweils zwei mittig eingefügte, vor die Fassade kragende vertikale Achsen und durch großzügig gestaltete, mehrteilige Fenster mit Sprossenteilung aufgelöst. Diese Gestaltungsprinzipien sollten auch für den kommunalen Wohnbau der 1980er-Jahre wegweisend werden.
Es wurden zahlreiche Höfe geschaffen, die Grünanlagen umschließen und untereinander mit Durchgängen verbunden sind. Die Fenster und Balkone wurden bewusst in Anlehnung an die Gemeindebauten der 1920er Jahre gestaltet. In der nordwestlichen Ecke befindet sich ein Hochhaus. An der Straße Am Schöpfwerk im Norden sind höhere Gebäude errichtet worden, die die meisten der Geschäfte beherbergen, während nach Süden die Bebauung gestaffelt niedriger wird. Damit passt sich die Anlage an das von Nord nach Süd zum Liesingbach abfallende Wienerberggelände an.
Die Hochhäuser stehen am Gelände des ehemaligen Eiswerkes, nach dessen Schöpfwerk die Anlage ihren Namen hat. Die angeblich mangelnde Stabilität des ehemaligen Teichgeländes wurde 1980 als Begründung für das leichte Einsinken eines höheren Wohnblockes des neuen Teils der Wohnhausanlage genannt.

#### Infrastrukturelle Einrichtungen
An den öffentlichen Verkehr ist die Wohnhausanlage vor allem durch die in Nord-Süd-Richtung seit 1995 in Hochlage verlaufende Trasse der U6 (siehe Lage) angebunden. Von 1979 bis etwa 1989 verkehrte hier die Straßenbahnlinie 64.
Die quer zu ihr verkehrende Autobuslinie 16A fährt am Nord- und Ostrand der Siedlung und hat hier fünf Haltestellen. Ebenfalls ist eine Station der Badner Bahn mit der Haltestelle „Schöpfwerk“ und die zur Pottendorfer Linie der ÖBB gelegene Haltestelle vorhanden. Die Autobahnauffahrt Altmannsdorf von der Altmannsdorfer Straße zur Südosttangente (A23) und zur Südautobahn (A2) befindet sich in der Nähe.
In der Anlage befinden sich Gemeinschaftseinrichtungen. Sie ist mit einer kleinstadtähnlichen Infrastruktur ausgestattet: die (bis 2022: römisch-katholische, dann serbisch-orthodoxe) Kirche Am Schöpfwerk, zwei Schulen, Kindertagesheime, Kindergarten, Hort, Jugendzentrum, ein Nachbarschaftszentrum des Wiener Hilfswerks, das Stadtteilzentrum „Bassena“, eine Bücherei, die Postfiliale 1127 Wien, eine Polizeiinspektion, ein Ausbildungs- und Beschäftigungszentrum, zahlreiche Geschäfte, eine Apotheke und einige Arztpraxen. Außerdem stehen Hobbyräume und Tiefgaragen zur Verfügung.
Im Zentrum der Anlage befindet sich eine Grünanlage. Auf dem gesamten Gelände bestehen mehrere Kinderspielplätze. Eine von der Schöpfwerkpromenade ostwärts bis ins Zentrum der Anlage reichende Kleingartensiedlung (sie hatte 2014 auf dem elektronischen Stadtplan der Wiener Stadtverwaltung 106 Parzellen) wurde integriert.

#### Soziale Fragen
Die 1980 fertiggestellte Anlage galt längere Zeit im Gegensatz zur nahe gelegenen und fünf Jahre später vollendeten Anlage Wohnpark Alt-Erlaa als Problemfall der Wiener Stadtentwicklung. Einige Aufsehen erregende Verbrechen brachten der Siedlung negative Schlagzeilen ein.
Der Film Muttertag von Harald Sicheritz aus dem Jahr 1992, der in der Wohnsiedlung spielt, transportierte gleichfalls den damals schlechten Ruf der Anlage. Das durch einige Medien transportierte Bild eines Ghettos mit erhöhter Kriminalitätsrate und in Wien ansonsten kaum vorhandenem Bandenunwesen ließ sich durch Kriminalstatistiken nicht belegen.
2006 ist im Zuge eines Projektes im Rahmen des Festivals „New Crowned Hope“ ein Kochbuch mit dem Titel „Hier wird nur mit Liebe gekocht! Rezepte und Geschichten aus dem Gemeindebau“ herausgekommen. Die Studentinnen Eva Engelbert, Marlene Hausegger, Tina Oberleitner und Roswitha Weingrill hatten sich zur Aufgabe gemacht, mit unterschiedlichen Personen, aus verschiedenen kulturellen Kreisen, welche am Schöpfwerk leben, gemeinsam zu kochen.
2014 kam Robert Sommer in der Wiener Straßenzeitung Augustin zu dem Schluss: Ghettos schauen anders aus. Ressentiments und schablonenhafte Schnellurteile hätten den Blick auf die Entwicklung der letzten 20 Jahre verstellt. Es gebe heute bedeutend weniger Anzeigen als damals, weil hier diverse Arbeitsgruppen mit Bewohnern das Klima in der Siedlung deutlich verbessert hätten. Über das Partizipationsmodell Schöpfwerk würden mittlerweile Studentenarbeiten geschrieben.

## Besonderheiten

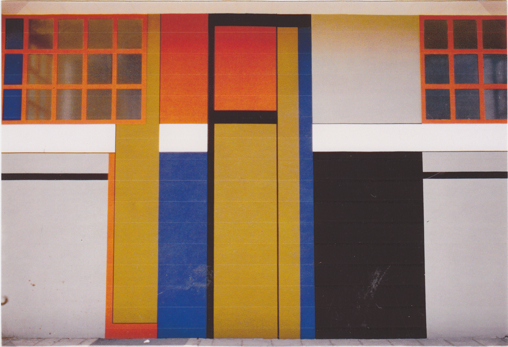
Kunst am Bau von Brigitta Malche

Das Besondere am Schöpfwerk ist, dass es wie ein Dorf ist: sowohl von außen, wenn man auf die Wien-Karte blickt, als auch innerhalb der Gemeinde bildet der Komplex mit den Bewohnern eine eigenständige Einheit.
Das Anwesen betreibt einen eigenen Radiosender „KUK – Kunst und Kulturradio“. Ebenfalls wird eine Zeitung „Schöpfwerk Schimmel“ gedruckt. Eine am Schöpfwerk eigene Bibliothek ist bekannt durch ihre gut geführte Comic-Abteilung. Darüber hinaus umfasst die Geschichte des Anwesens die erste Errichtung einer Kirche innerhalb eines Gemeindebau-Areals, als auch die Eröffnung einer Moschee im Jahr 2000.

### Kunst

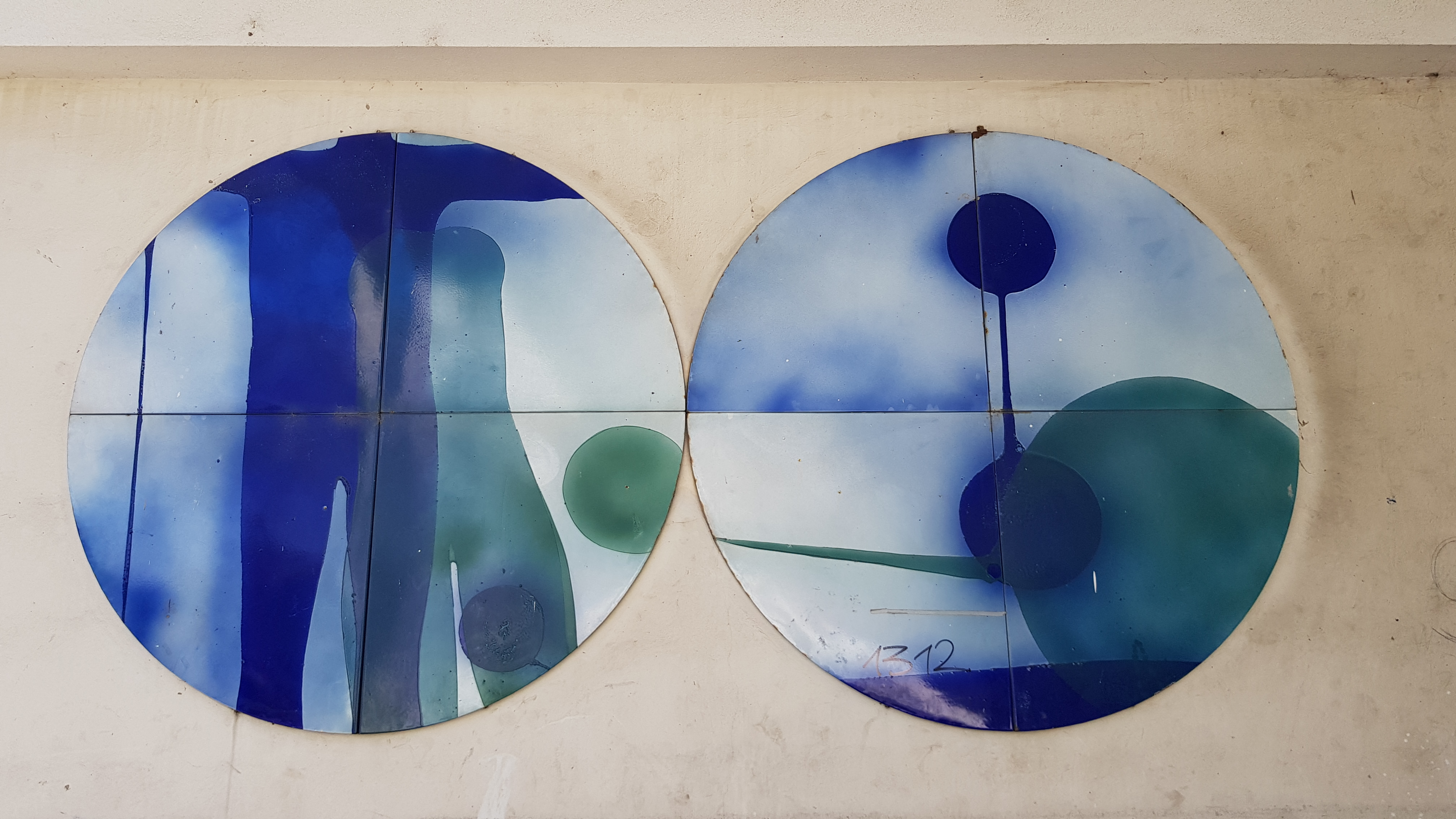
Keramische Fassadenplatten

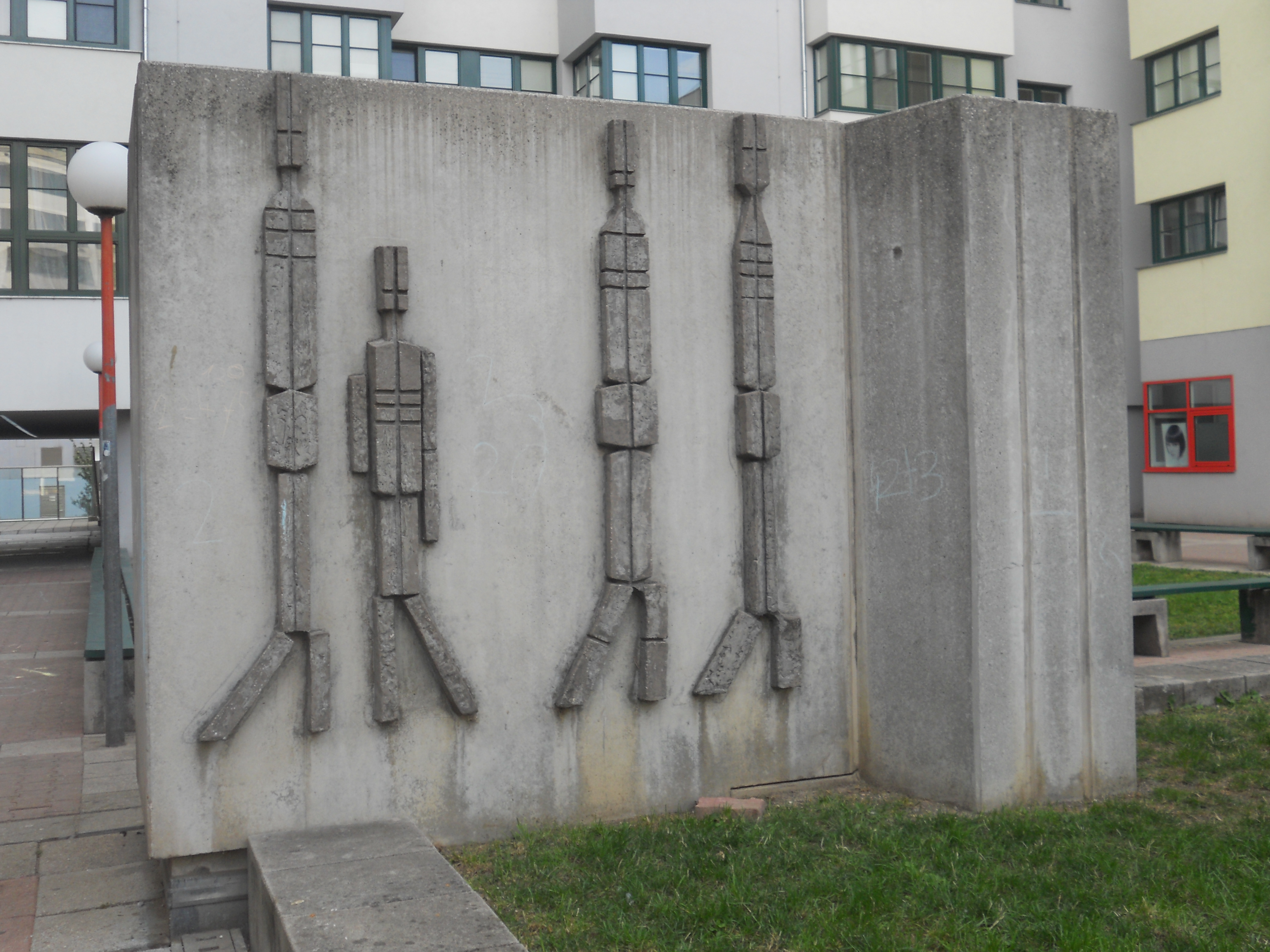
Abstrakte Figurenfriese von Eduard Robitschko, 1979

Zu den Kunstobjekten innerhalb der Siedlung gehören die Gestaltung der Fassaden des straßenseitigen Laubgangs (Schöpfwerk 29), der gleichzeitig den Zugang zu den Stiegen darstellt. Die Gestaltung von Brigitta Malche (geb. 1938) „Rhythmische Farbfassung“, keramische Elemente in runden und viereckigen Formen von Günther Kraus, in rot-orange-blau beziehungsweise blau-grünen Farben, schmücken die Hauptfassade.
Vier Reliefs von Eduard Robitschko (1915–1999) „Abstrakte Figurenfriese“ (1979) statten die Verkleidung der Luftschächte beim Hochhaus (Schöpfwerk 31) aus.
Franz Fischer (1920–1976), ein österreichischer Bildhauer, schuf eine neunzig Zentimeter hohe Bronzeplastik „Knabe mit Fisch“ (Entwurf 1959) mit Wasserspeier.

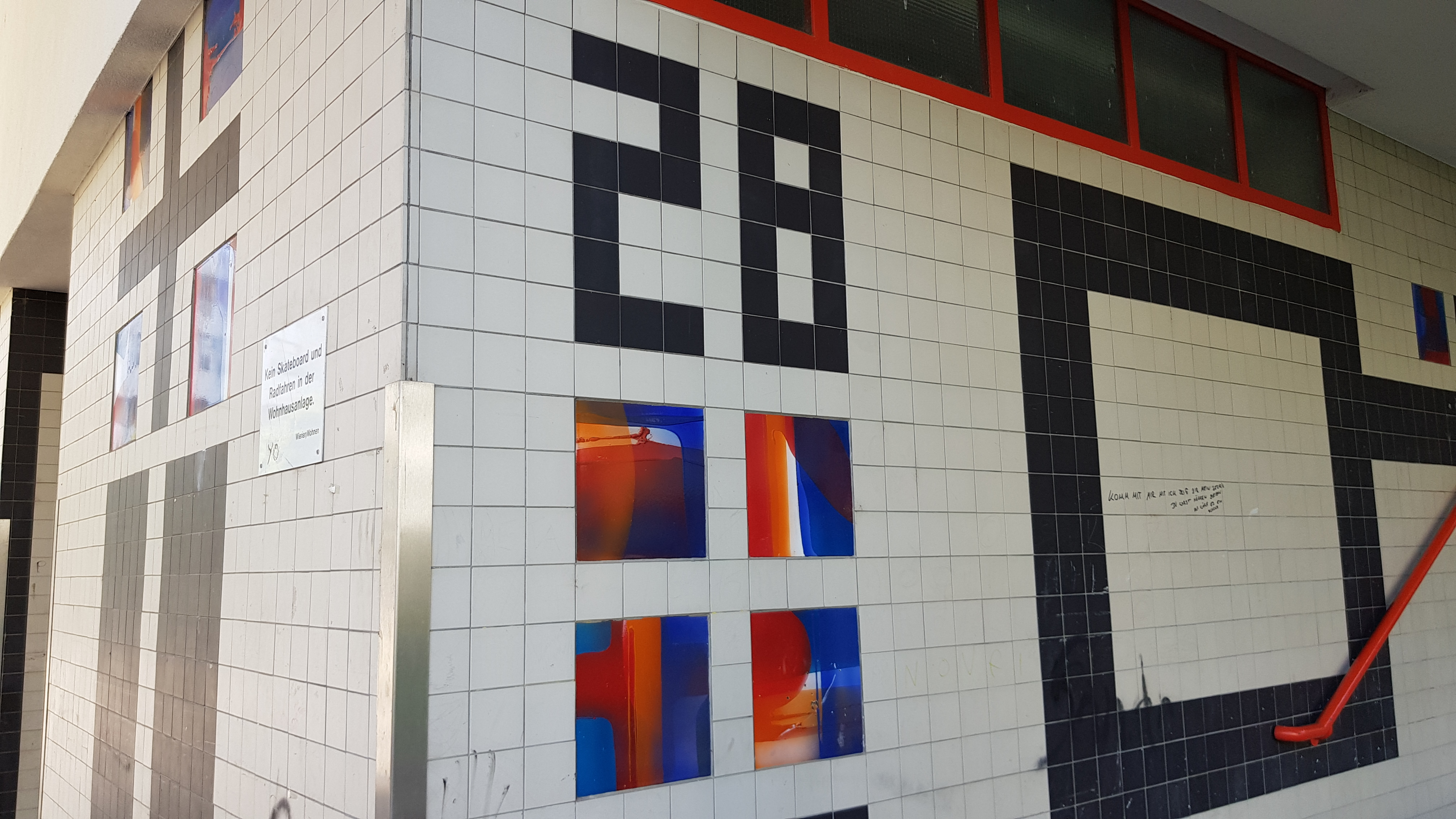
Keramische Fassadenelemente

## Religiöse Einrichtungen
Die Siedlung Schöpfwerk zeichnet sich mit ihrer Vielfalt an religiösen Einrichtungen aus: der (früher römisch-katholischen, ab 2022 serbisch-orthodoxen) Kirche, einer Moschee und einer historisch relevanten Kapelle.

### Kapelle zur Hl. Anna

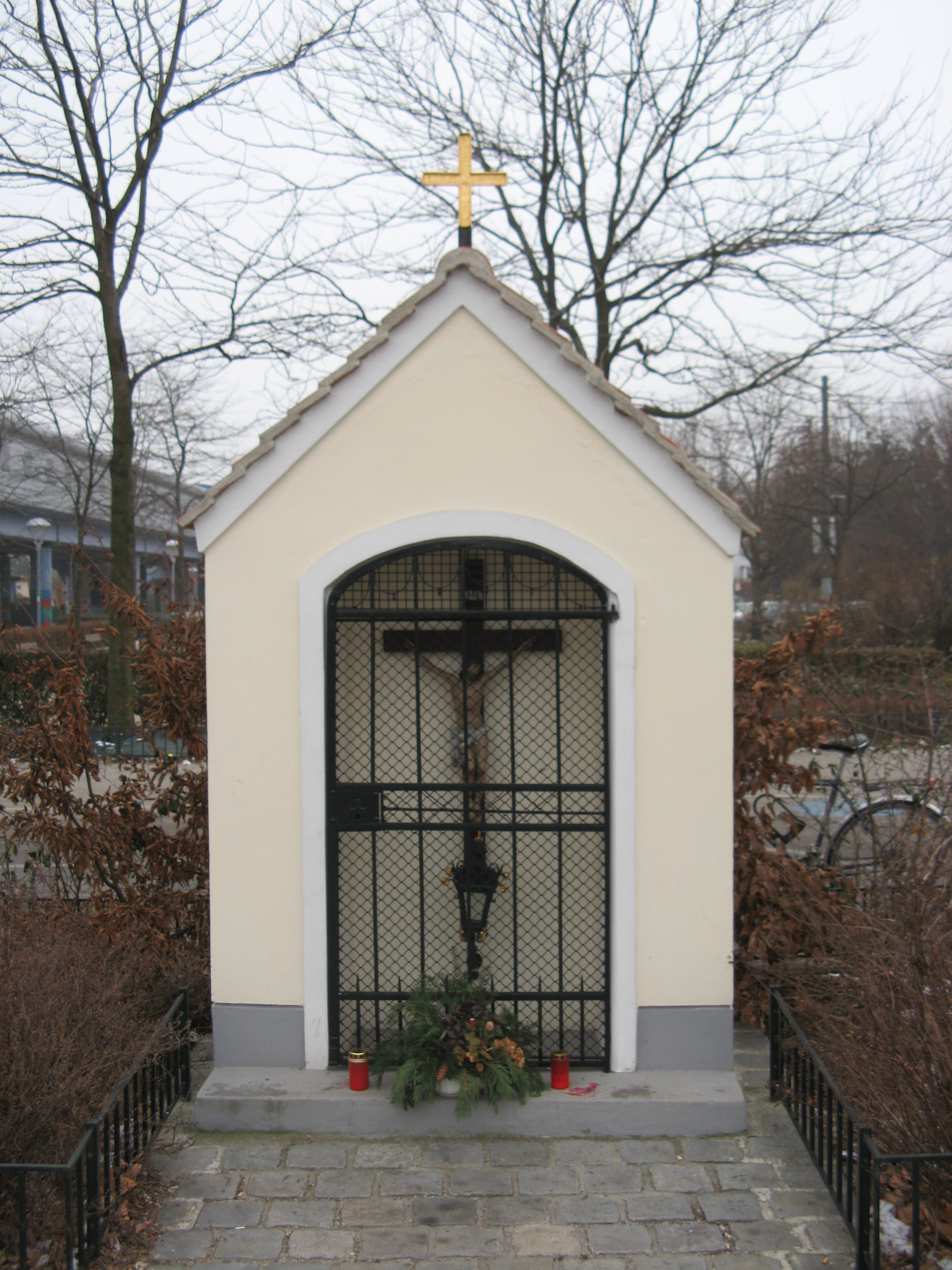
Anna-Kapelle

In der nordwestlichen Ecke der Anlage steht eine Kapelle, die zur Erinnerung an die während der Zweiten Türkenbelagerung 1683 ermordeten Bewohner von Altmannsdorf errichtet wurde. In ihr befand sich ein Bild der Hl. Anna. 1855 ließ Anna Sageder die Kapelle renovieren, weshalb sie auch als Sageder-Kapelle bekannt ist. 1925 war sie baufällig; Meiereibesitzer Johann Siller ließ sie komplett abreißen und neu aufbauen. Das stark verwitterte Anna-Bild wurde durch ein Kruzifix vom Altmannsdorfer Friedhof ersetzt, das dort nicht mehr gebraucht wurde. Außerdem hat man die Kapelle gedreht, sodass sie heute nach Norden zur Straße hin ausgerichtet ist.

### Kirche
1979 wurde der Grundstein für die Erbauung der römisch-katholischen Kirche Am Schöpfwerk – damals noch auf dem Gebiet der Pfarre Altmannsdorf – gelegt. Die Kirche wurde in das Bauprojektes der Siedlung integriert. Die Weihe der Kirche erfolgte am 25. April 1981 durch Generalvikar Franz Jachym. Als Patron für die Kirche wurde Franz von Assisi auserwählt: In Anlehnung an sein Leben sollte auch in der neuen Gemeinde ein Miteinander von Natur, Menschen und Gott möglich werden. Ein Jahr später wurde die Pfarre Am Schöpfwerk gegründet.

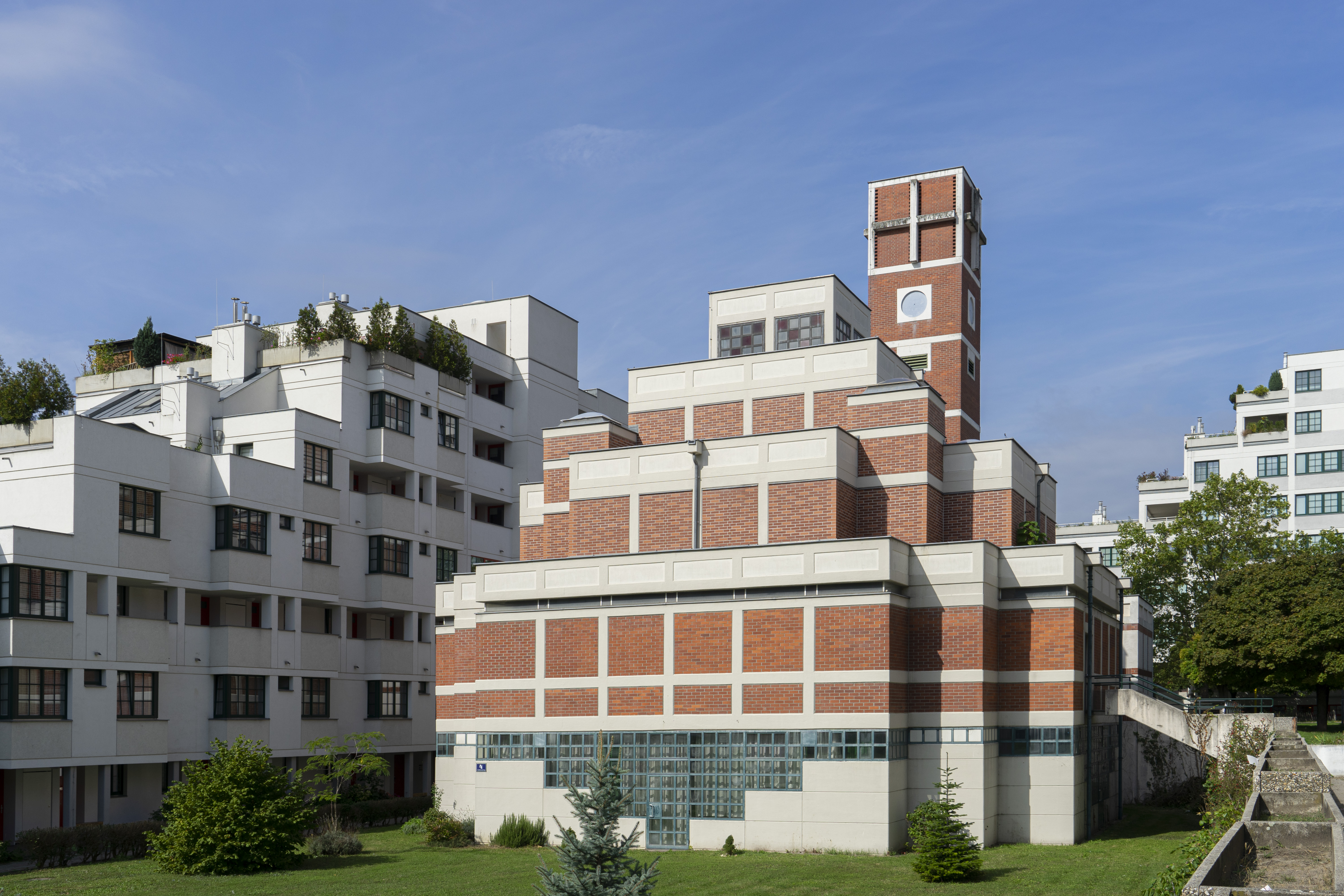
Kirchengebäude am Schöpfwerk, Außenansicht

Das Kirchengebäude wurde in Form einer Stufenpyramide auf einem schmalen Grundstück in die Gebäudestruktur der Wohnhausanlage eingegliedert. Von außen prägen das dunkelrote Ziegelmauerwerk und der auch aus einiger Distanz sichtbare „Campanile“ das Bild der Kirche. Die Neigung des Geländes ließ eine zweigeschoßige Architektur zu: Auf der Ebene des erhöhten Platzes wurden der Kirchenraum, die Kapelle und die Sakristei konzipiert; auf der unteren Ebene befinden sich die Gemeinschaftsräume und das Pfarrsekretariat. Der Eintritt in die Kirche erfolgt über einen Vorraum, der die Sakralräume auf der oberen Ebene mit den darunter gelegenen Gemeinschaftsräumen verbindet. Im Inneren spiegelt sich die Pyramidenform der Kirche wider: stufenförmig spitzt sich symmetrisch die Decke zu einer vier gewölbten Kuppel zu.

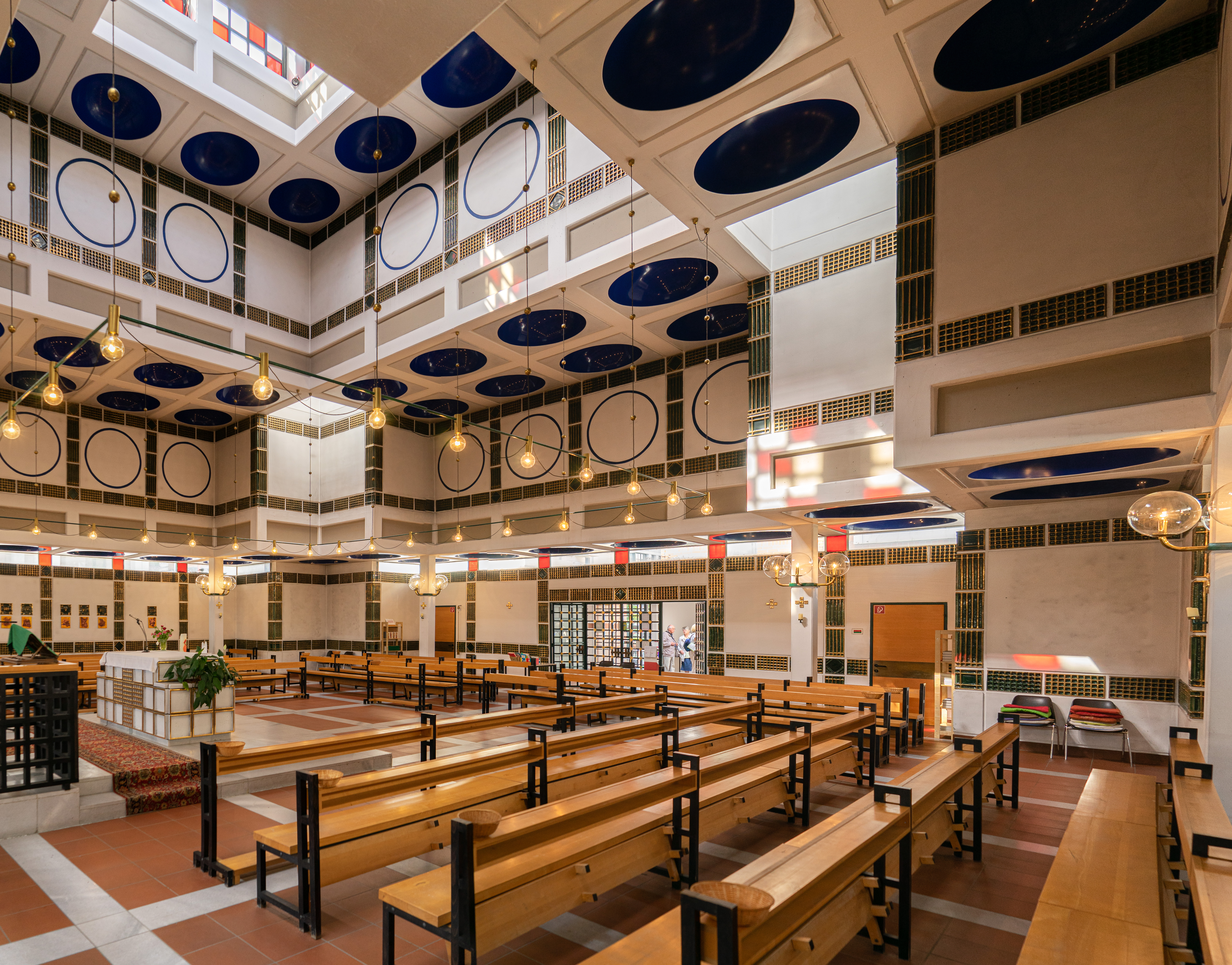
Kirchengebäude am Schöpfwerk, Innenansicht

Diese Kirche wurde 2022 vom römisch-katholischen zu einem serbisch-orthodoxen Gotteshaus umgewandelt. Das wurde damit begründet, dass zur Zeit ihrer Gründung im Jahr 1982 am Schöpfwerk gut 5000 Katholiken lebten, aber durch die demographische Entwicklung diese Zahl auf knapp 1000 gesunken war. Gleichzeitig stieg der Anteil der Bewohner mit orthodoxer Konfessionszugehörigkeit. Die mit der Kirche verbundene römisch-katholische Pfarre wurde wieder mit der Pfarre Altmannsdorf zusammengelegt, zu deren Gebiet sie bereits vor ihrer Gründung gehört hatte.

### Moschee
Im Jahr 2000 wurden Bewohner mit nicht christlichem Glauben am Schöpfwerk unterstützt. Ein ritueller Ort des gemeinschaftlichen islamischen Gebets, als auch ein sozialer Treffpunkt für islamisch gläubige Menschen entstand am Schöpfwerk. Es war möglich eine einfache Moschee zu eröffnen, damit die islamische Gemeinschaft ihrer Religion und politischen, rechtlichen als auch lebenspraktischen Wertevermittlungen nachgehen können. Unterschiedliche Meinungen existierten bezüglich der Art der Umsetzung.

## Heutige Wahrnehmung
Die heutige Wahrnehmung der Siedlung ist sehr unterschiedlich. Einerseits ist von allgegenwärtiger Kriminalität in der Region die Rede, von Konflikten, die durch Nationalität und Kultur verursacht werden. In den Medien beschreiben einige Bewohner das Anwesen als gefährlich. Im Gegensatz zu diesen Meinungen stehen Aussagen von Bewohnern, die der Ansicht sind, dass sich die Wohnsiedlung trotz sporadischer Konflikte und Zwischenfälle nicht von den anderen abhebt und sicher ist. Es erscheinen jedoch einstimmige Kommentare bezüglich der „Unordnung“ durch die im Areal entstehenden Probleme mit „übermäßigem Müll“ in den Grünzonen. Trotz täglich geteilter Meinungen ist zu erkennen, dass die Bewohner die Infrastruktur eifrig nutzen und aktiv am Leben der Siedlung teilnehmen, wie z. B. wöchentlicher Flohmarkt und andere regelmäßige Veranstaltungen.